# Sheikh Russel
Pour les articles homonymes, voir Russel.
Sheikh Russel, né le 18 octobre 1964 à Dacca au Pakistan oriental (aujourd'hui le Bangladesh) et mort le 15 août 1975 dans la même ville, est le plus jeune enfant de Sheikh Mujibur Rahman, père fondateur et premier président du Bangladesh, et de son épouse Sheikh Fazilatunnesa Mujib. Russel et pratiquement toute sa famille sont tués lors de l'assassinat de son père pendant le coup d'État de 1975.

## Jeunesse
Russel est né le 18 octobre 1964 à Bangabandhu Bhaban à Dhanmondi, Dacca, au Bangladesh. Il est le frère de Sheikh Hasina, qui a été plusieurs fois Premier ministre du Bangladesh. Au moment de sa mort, il est scolarisé à l'University Laboratory School and College (en) à Dacca.

## Mort
Le 15 août 1975, des officiers de l'armée bangladaise attaquent la résidence du président Sheikh Mujibur Rahman à Dacca. Russel est tué par les assaillants, tout comme ses deux frères Sheikh Kamal et Sheikh Jamal, son père, Sheikh Mujibur, sa mère, Sheikh Fazilatunnesa et la plupart des membres du personnel qui sont présents au moment de l'attaque. Ses deux sœurs, Sheikh Rehana et Sheikh Hasina se trouvant en Allemagne de l'Ouest à l'époque, échappent au massacre.

## Héritage
Plusieurs organisations sportives du Bangladesh ont été nommées à la mémoire de Russel, dont le club de football professionnel Sheikh Russel Krira Chakra,, le tournoi scolaire de tennis de table Sheikh Russel, le Sheikh Russel Memorial Sporting Club et le complexe de roller skating Sheikh Russel. En avril 2014, un parc pour enfants, appelé Sheikh Russel Shishutosh Angan a été construit à Kalabagan, un quartier de Dacca. 
Son anniversaire est célébré chaque année par la Ligue Awami et les organisations qui lui sont associées. La Sheikh Russel Jatio Shishu Kishore Parishad est une organisation philanthropique basée à Dacca. 
Le 20 février 2016, la Première ministre Sheikh Hasina inaugure le pont Shaheed Sheikh Russel sur la rivière Shibbaria. Le 2 octobre 2016, la division des technologies de l'information et des communications du Bangladesh annonce son intention de créer 2 000 laboratoires informatiques appelés Sheikh Russel Digital Labs (SRDLs) dans les écoles et collèges du Bangladesh,.